# První vláda Mirka Topolánka
První vláda Mirka Topolánka byla vláda České republiky sestavená Mirkem Topolánkem, která vykonávala svoji funkci od 4. září 2006 do 9. ledna 2007 (od 11. října v demisi). Byla jednobarevná, složená z členů ODS a nestraníků. Vznikla po volbách do poslanecké sněmovny 2006 jako první pokus o složení vlády. Nezískala však důvěru poslanecké sněmovny.

## Vznik a vláda v demisi
Mirka Topolánka jmenoval prezident Václav Klaus premiérem 16. srpna 2006. Vládu podle Topolánkova návrhu prezident jmenoval 4. září 2006. Při hlasování 3. října 2006 však vláda nezískala důvěru Poslanecké sněmovny (pro hlasovalo pouze 96 poslanců, 99 proti). Od 11. října 2006 do 9. ledna 2007 byla tato vláda v demisi a byla podle čl. 62 písm. d) Ústavy České republiky dočasně pověřena vykonáváním funkce.
Dne 8. listopadu 2006 byl Mirek Topolánek opět jmenován premiérem a začal sestavovat svou druhou vládu, složenou ze zástupců ODS, KDU-ČSL a Strany zelených.

## Legitimita vlády
Legitimita vlády od občanů České republiky (na základě voleb a na začátku vládnutí – pozdější změny v poslaneckých klubech nejsou zohledněny):
| vládní strana         | počet hlasů ve volbách | % zisk  | počet mandátů v PSP ČR | počet křesel ve vládě | předseda strany |
| --------------------- | ---------------------- | ------- | ---------------------- | --------------------- | --------------- |
| ODS                   | 1 892 475              | 35,38 % | 81                     | 15                    | Mirek Topolánek |
| vládní strany celkově | 1 892 475              | 35,38 % | 81                     | 15                    |                 |
| ČR celkově            | 5 348 976              | 100 %   | 200                    | -                     |                 |

## Seznam členů vlády
| Úřad                                                   | Člen vlády         | Člen vlády      | Subjekt | Subjekt       | Nástup do úřadu | Odchod z úřadu |
| ------------------------------------------------------ | ------------------ | --------------- | ------- | ------------- | --------------- | -------------- |
| Předseda vlády                                         | Mirek Topolánek    |                 |         | ODS           | 16. srpna 2006  | 9. ledna 2007  |
| Místopředseda vlády Ministr práce a sociálních věcí    | Petr Nečas         | Petr Nečas      |         | ODS           | 4. září 2006    | 9. ledna 2007  |
| Ministr spravedlnosti Předseda Legislativní rady vlády | Jiří Pospíšil      | Jiří Pospíšil   |         | ODS           | 4. září 2006    | 9. ledna 2007  |
| Ministr vnitra                                         | Ivan Langer        | Ivan Langer     |         | ODS           | 4. září 2006    | 9. ledna 2007  |
| Ministr pro místní rozvoj                              | Petr Gandalovič    | Petr Gandalovič |         | ODS           | 4. září 2006    | 9. ledna 2007  |
| Ministr zdravotnictví                                  | Tomáš Julínek      | Tomáš Julínek   |         | ODS           | 4. září 2006    | 9. ledna 2007  |
| Ministr financí                                        | Vlastimil Tlustý   |                 |         | ODS           | 4. září 2006    | 9. ledna 2007  |
| Ministr zahraničních věcí                              | Alexandr Vondra    | Alexandr Vondra |         | nestr. za ODS | 4. září 2006    | 9. ledna 2007  |
| Ministr kultury                                        | Martin Štěpánek    | Martin Štěpánek |         | nestr. za ODS | 4. září 2006    | 9. ledna 2007  |
| Ministr průmyslu a obchodu                             | Martin Říman       | Martin Říman    |         | ODS           | 4. září 2006    | 9. ledna 2007  |
| Ministryně zemědělství                                 | Milena Vicenová    | Milena Vicenová |         | nestr. za ODS | 4. září 2006    | 9. ledna 2007  |
| Ministryně školství, mládeže a tělovýchovy             | Miroslava Kopicová |                 |         | nestr. za ODS | 4. září 2006    | 9. ledna 2007  |
| Ministr obrany                                         | Jiří Šedivý        | Jiří Šedivý     |         | nestr. za ODS | 4. září 2006    | 9. ledna 2007  |
| Ministr dopravy                                        | Aleš Řebíček       |                 |         | ODS           | 4. září 2006    | 9. ledna 2007  |
| Ministr životního prostředí                            | Petr Kalaš         | Petr Kalaš      |         | nestr. za ODS | 4. září 2006    | 9. ledna 2007  |
| Ministr informatiky                                    | Ivan Langer        | Ivan Langer     |         | ODS           | 4. září 2006    | 9. ledna 2007  |